# Wujek
Wujek, wuj – współcześnie nazwa relacji rodzinnej zachodzącej w stosunku do krewnego, który jest bratem matki lub ojca albo powinowatego będącego mężem siostry matki lub ojca. Czasami wujkiem nazywa się również każdego dalszego krewnego lub powinowatego wyższego pokolenia. 
Pierwotnie wujem określano jedynie brata matki, a brata ojca nazywano stryjem. Żonę zaś brata matki dawniej nazywano wujną lub wujenką, zaś żonę brata ojca – stryjenką (do połowy XIX w. stryjną).
W niektórych grupach społecznych odrębne nazewnictwo rodzeństwa ojca i matki (stryj, stryjenka) zachowało się do dziś.
W gwarach góralskich mąż siostry matki bądź ojca może być również określany jako sfok.